# L'Amour au rattrapage
Production
Diffusion
L’Amour Au Rattrapage (hangeul : 일타 스캔들 ; RR : Ilta seukaendeul / anglais : Crash Course in Romance) est une série télévisée sud-coréenne en seize épisodes de 70 minutes diffusée du 14 janvier au 5 mars 2024 sur tvN,.
La série est disponible sur Netflix dans les pays francophones.

## Synopsis
La série dépeint une mère au grand cœur découvre le monde impitoyable de l'enseignement privé lorsque sa fille tente d'intégrer le cours d'un célèbre professeur de mathématiques.

## Distribution

### Acteurs principaux
- Jeon Do-yeon : Nam Haeng-seon[4].
  - Lee Yeon (en) : Haeng-seon (jeune)
- Jung Kyung-ho (en) : Choi Chi-yeol[4],[5].
  - Kim Min-chul (en) : Chi-yeol (jeune)

### Acteurs secondaires
- Roh Yoon-seo (en) : Nam Hae-yi
- Oh Eui-shik (en) : Nam Jae-woo
- Lee Bong-ryun (en) : Kim Young-joo
- Kim Mi-kyung (en) : Jung Young-soon
- Shin Jae-ha (en) : Ji Dong-hee
- Jang Young-nam (en) : Jang Seo-jin
- Lee Chae-min : Lee Seon-jae
- Kim Tae-jung (en) : Lee Hee-jae
- Kim Sun-young (en) : Jo Su-hee
- Kang Na-eon (en) : Bang Su-ah
- Hwang Bo-ra (en) : Lee Mi-ok
- Ji Il-joo : Jin Yi-sang
- Baek Seok-hyun : Song Jun-ho
- Lee Sang-yi : YouTuber
- Bae Hae-sun : Nam Haeng-

## Diffusion
- tvN (2023)
- Netflix (2023)

## Production
La série marque la troisième collaboration entre Yoo Je-won et Yang Hee-seung après Oh My Ghostess en 2015.